# Inti Asprilla
Inti Raúl Asprilla Reyes (Bogotá, 9 de octubre de 1981) es un abogado, y político colombiano. Fue elegido representante a la Cámara por Bogotá del partido Alianza Verde en las elecciones legislativas de 2014 y reelecto en las elecciones del año 2018 con 99.462 votos.[cita requerida] Para las elecciones legislativas de 2022 fue electo senador.

## Trayectoria
Asprilla nació en (Bogotá, el 9 de octubre de 1981). Es abogado de la Universidad de los Andes con Maestría en Derecho Internacional Económico de la Universidad de Ginebra, Suiza, donde se graduó con mención especial por su tesis sobre ‘Fusiones y Adquisiciones’. 
En su carrera profesional, se ha desempeñado como abogado auditor y como litigante de causas sociales.[cita requerida]
Fue elegido como representante a la Cámara por Bogotá, por el Alianza Verde, para el las elecciones legislativas de 2014 con 16.898 votos. y fue reelegido en las elecciones del año 2018 con 99.462 votos. Integró la Comisión V, donde se discutieron los temas relacionados con régimen agropecuario, ecología, medio ambiente y recursos naturales, adjudicación y recuperación de tierras, recursos ictiológicos y asuntos del mar, minas y energía, y corporaciones autónomas regionales. 
Regresó al país en 2012, año en el que asumió la defensa de las comunidades víctimas de la tragedia causada por el derrumbe del Relleno sanitario Doña Juana en 1997, defensa asumida originalmente por su padre Guillermo Asprilla. Igualmente, asesoró a las familias de los barrios La Paz y Danubio Azul que estaban al borde del desalojo.[cita requerida]

## Actividad legíslativa
En el periodo 2018 - 2022 como representante a la Cámara, fue integrante de la Comisión I Constitucional, donde se discuten los temas de: Reformas Constitucionales; Leyes Estatutarias; Organización Territorial;  Reglamentos de los Organismos de Control; Normas generales sobre contratación administrativa; Notariado y Registro; Estructura y organización de la administración Nacional Central; de derechos, las garantías y los deberes; Rama Legislativa; Estrategias y políticas para la paz; Propiedad intelectual; Variación de la residencia de los altos poderes nacionales; Asuntos étnicos. Fue elegido como Segundo Vicepresidente de la Cámara de Representantes, para la legislatura 2018–2019).
Su padre, Guillermo Asprilla fue abogado, exsecretario de Gobierno de (Bogotá y docente de la Universidad Nacional de Colombia.
Desde el Congreso de la República, Inti Asprilla, lideró importantes debates de control político relacionados con la defensa del medio ambiente y las comunidades vulnerables de la ciudad.[cita requerida]